# Падоа-Скьоппа, Томмазо
Томмазо Падоа-Скьоппа (итал. Tommaso Padoa-Schioppa; 23 июля 1940, Беллуно, Италия — 18 декабря 2010, Рим, Италия) — итальянский банкир и государственный деятель, министр экономики и финансов Италии (2006—2008).

## Биография
Родился в семье Фабио Падоа-Скьоппа, генерального директора крупнейшей страховой кампании Assicurazioni Generali.
В 1966 г. окончил Университет Боккони в Милане по специальности экономист; В 1970 г. — Массачусетский технологический институт в Кембридже (штат Массачусетс).
Начал свою карьеру в C & Brenninkmeyer, с 1968 г. работал в научно-исследовательском отделе Банка Италии.
- 1979—1983 гг. — генеральный директор по экономике и финансам Европейской комиссии,
- 1984—1997 гг. — заместитель генерального директора Банка Италии, одновременно в 1993—1997 гг. возглавлял Базельский комитет по банковскому надзору,
- 1997—1998 гг. — председатель Национальной комиссии по компаниям и бирже (CONSOB), которая отвечает за контроль и регулирование итальянского рынка ценных бумаг,
- 1998—2006 гг. — один из шести членов Совета директоров Европейского центрального банка,
- 2006—2008 гг. — министр экономики и финансов в кабинете Романо Проди,
- 2007—2008 гг. — руководитель валютно-финансового комитета Международного валютного фонда. Он также был одним из двух экономических советников будущего премьер-министра Греции Георгиоса Папандреу и входил в советы директоров ряда крупнейших итальянских компаний и промышленных групп.

Являлся одним из инициаторов проекта по созданию единой европейской валюты. Еще в 1982 г. он писал, что страны ЕЭС не смогут одновременно обеспечивать свободу торговли, мобильность капиталов, суверенные валютные политики и фиксированные курсы обмена валют. Он был не только идеологом, но и организатором принятия евро: в 1990-е гг. им был предложен детальный план по переходу европейских государств на единую валюту.